# Meiringen
Meiringen – gmina (niem. Einwohnergemeinde) w Szwajcarii, w kantonie Berno, w regionie administracyjnym Oberland, w okręgu Interlaken-Oberhasli. Leży w Schweizer Voralpen. Jest bazą narciarską i ośrodkiem sportowym. Gmina zasłynęła po tym jak Arthur Conan Doyle opisał w jednym ze swoich opowiadań o Sherlocku Holmes'ie pobliski wodospad Reichenbach. W gminie znajduje się muzeum Sherlocka (Sherlock-Holmes-Museum).
Miejscowi twierdzą, że to właśnie w Meiringen wymyślono bezy (fr. Baiser = pocałunek).

## Demografia
W Meiringen mieszka 4 666 osób. W 2020 roku 18,8% populacji gminy stanowiły osoby urodzone poza Szwajcarią.

## Współpraca
Miejscowości partnerskie:
- Eschenbach, St. Gallen
- Le Landeron, Neuchâtel
- Morcote, Ticino
- Scuol, Gryzonia

## Transport
Przez teren gminy przebiegają drogi główne nr 6 i nr 11.
Znajduje się tutaj również baza lotnicza Meiringen Szwajcarskich Sił Powietrznych.

## Galeria

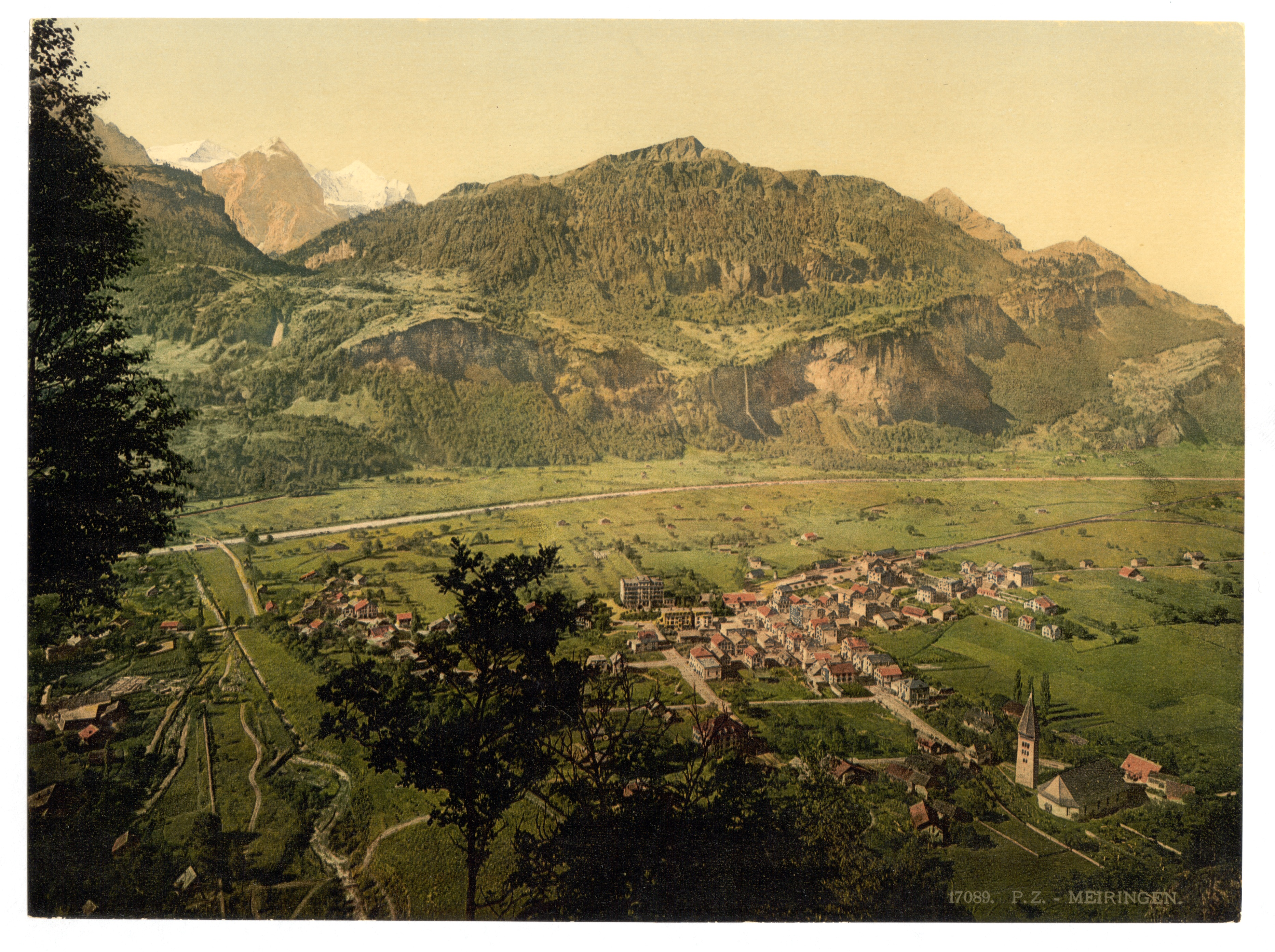
Meiringen w 1900 r.
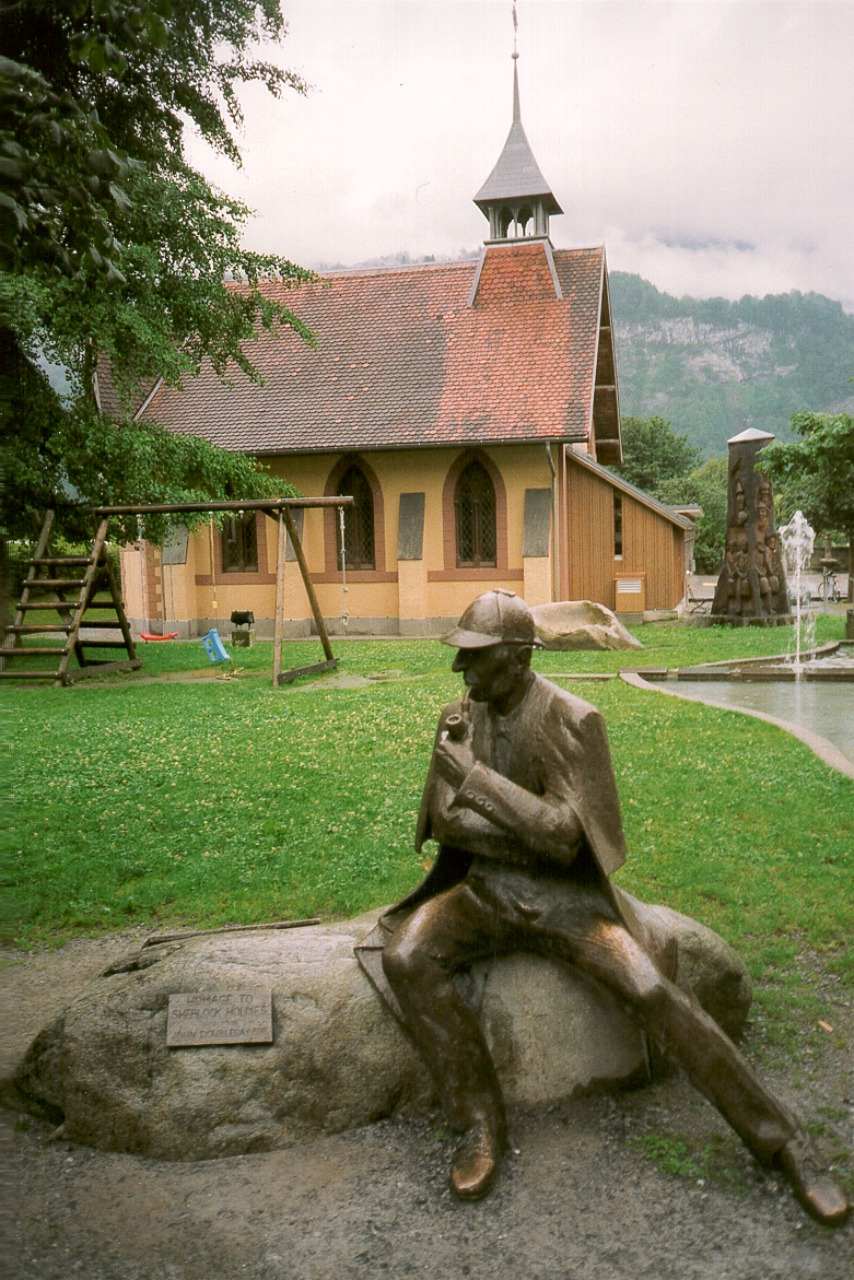
Pomnik Sherlocka Holmesa w Meiringen
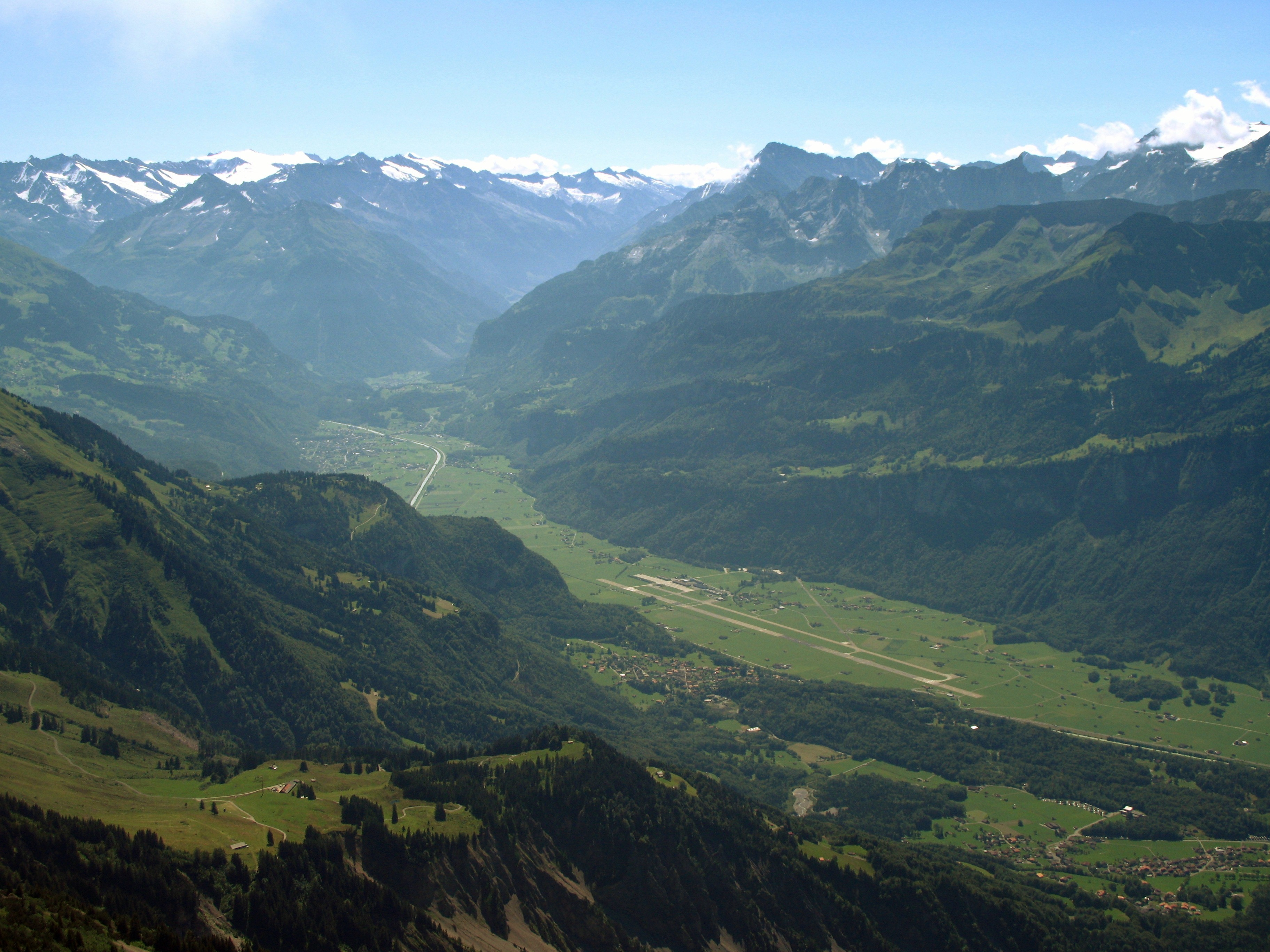
Meiringen ze szczytu Brienzer Rothorn